# يستمان

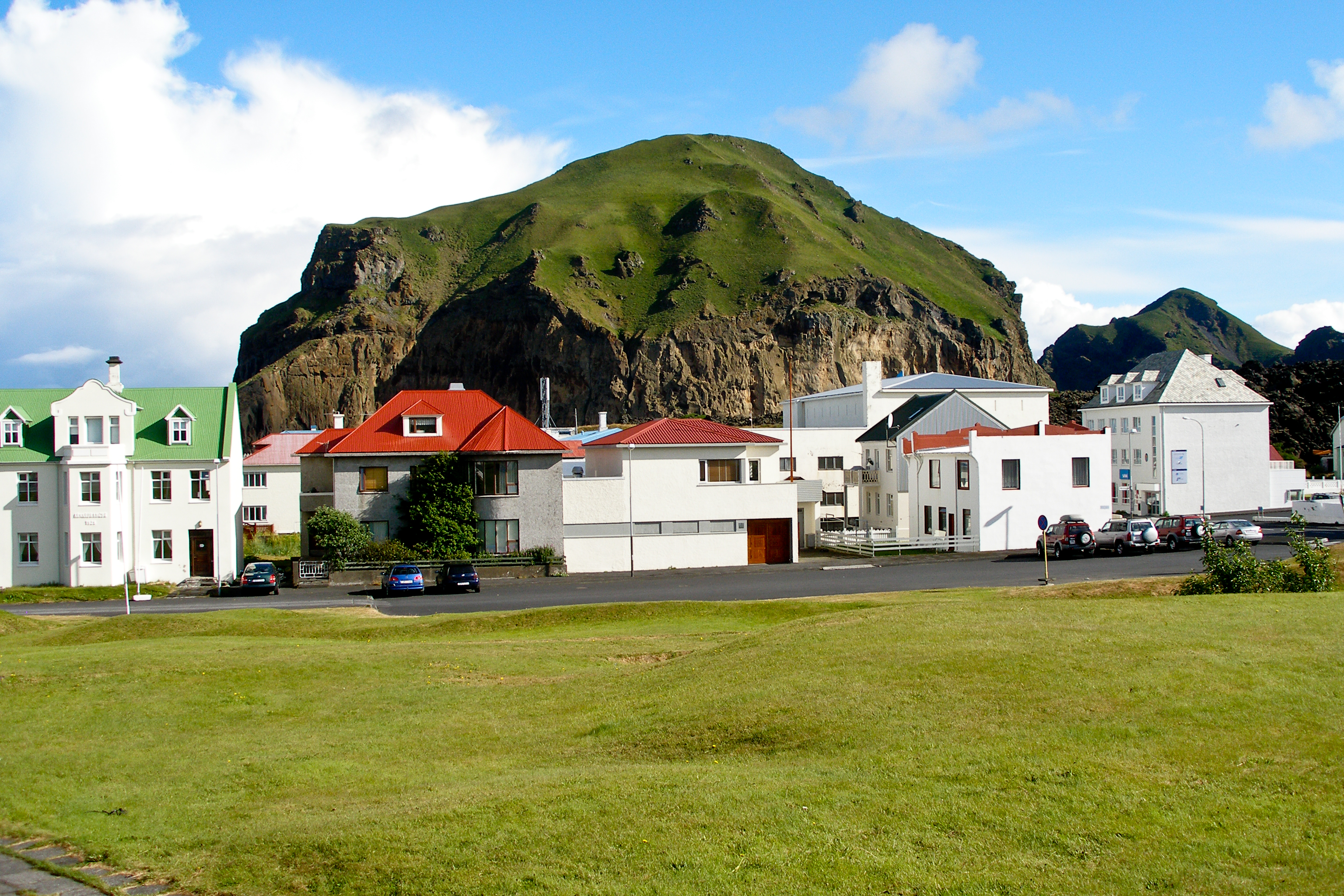
يستمان

يستمان هي مدينة وأرخبيل قبالة الساحل الجنوبي لأيسلندا. أكبر جزيرة، جزيرة هيماي، ويبلغ عدد سكانها 4135.الجزر الأخرى غير مأهولة، على الرغم من أن لديها ستة كابينة صيد.

## المناخ
يظهر الجدول التالي التغييرات المناخية على مدار السنة ليستمان:
| البيانات المناخية لـيستمان         | البيانات المناخية لـيستمان | البيانات المناخية لـيستمان | البيانات المناخية لـيستمان | البيانات المناخية لـيستمان | البيانات المناخية لـيستمان | البيانات المناخية لـيستمان | البيانات المناخية لـيستمان | البيانات المناخية لـيستمان | البيانات المناخية لـيستمان | البيانات المناخية لـيستمان | البيانات المناخية لـيستمان | البيانات المناخية لـيستمان | البيانات المناخية لـيستمان |
| الشهر                              | يناير                      | فبراير                     | مارس                       | أبريل                      | مايو                       | يونيو                      | يوليو                      | أغسطس                      | سبتمبر                     | أكتوبر                     | نوفمبر                     | ديسمبر                     | المعدل السنوي              |
| ---------------------------------- | -------------------------- | -------------------------- | -------------------------- | -------------------------- | -------------------------- | -------------------------- | -------------------------- | -------------------------- | -------------------------- | -------------------------- | -------------------------- | -------------------------- | -------------------------- |
| الدرجة القصوى °م (°ف)              | 9.2 (48.6)                 | 10.0 (50.0)                | 9.0 (48.2)                 | 11.6 (52.9)                | 16.5 (61.7)                | 19.3 (66.7)                | 21.6 (70.9)                | 20.3 (68.5)                | 15.4 (59.7)                | 13.4 (56.1)                | 10.5 (50.9)                | 10.0 (50.0)                | 21.6 (70.9)                |
| متوسط درجة الحرارة الكبرى °م (°ف)  | 3.8 (38.8)                 | 3.7 (38.7)                 | 3.9 (39.0)                 | 5.6 (42.1)                 | 8.4 (47.1)                 | 10.5 (50.9)                | 12.3 (54.1)                | 12.1 (53.8)                | 9.8 (49.6)                 | 6.8 (44.2)                 | 4.9 (40.8)                 | 4.0 (39.2)                 | 7.2 (45.0)                 |
| المتوسط اليومي °م (°ف)             | 1.8 (35.2)                 | 1.7 (35.1)                 | 1.9 (35.4)                 | 3.7 (38.7)                 | 6.4 (43.5)                 | 8.7 (47.7)                 | 10.5 (50.9)                | 10.4 (50.7)                | 8.2 (46.8)                 | 5.2 (41.4)                 | 3.1 (37.6)                 | 2.1 (35.8)                 | 5.3 (41.5)                 |
| متوسط درجة الحرارة الصغرى °م (°ف)  | −0.2 (31.6)                | −0.4 (31.3)                | −0.1 (31.8)                | 1.7 (35.1)                 | 4.4 (39.9)                 | 6.9 (44.4)                 | 8.6 (47.5)                 | 8.7 (47.7)                 | 6.5 (43.7)                 | 3.5 (38.3)                 | 1.3 (34.3)                 | 0.2 (32.4)                 | 3.4 (38.1)                 |
| أدنى درجة حرارة °م (°ف)            | −15.7 (3.7)                | −16.3 (2.7)                | −14.9 (5.2)                | −16.9 (1.6)                | −7.1 (19.2)                | −1.4 (29.5)                | 3.7 (38.7)                 | 2.6 (36.7)                 | −2.6 (27.3)                | −7.5 (18.5)                | −10.7 (12.7)               | −15.3 (4.5)                | −16.3 (2.7)                |
| الهطول مم (إنش)                    | 152.2 (5.99)               | 142.0 (5.59)               | 130.8 (5.15)               | 110.7 (4.36)               | 96.8 (3.81)                | 82.6 (3.25)                | 109.4 (4.31)               | 144.2 (5.68)               | 135.0 (5.31)               | 141.9 (5.59)               | 149.4 (5.88)               | 153.6 (6.05)               | 1٬548٫6 (60.97)            |
| متوسط أيام هطول الأمطار            | 18.8                       | 18.1                       | 17.3                       | 15.3                       | 13.7                       | 11.1                       | 13.7                       | 15.8                       | 16.0                       | 16.2                       | 16.8                       | 18.1                       | 190.9                      |
| المصدر #1: Météo Climat (averages) |                            |                            |                            |                            |                            |                            |                            |                            |                            |                            |                            |                            |                            |
| المصدر #2: Météo Climat (records)  |                            |                            |                            |                            |                            |                            |                            |                            |                            |                            |                            |                            |                            |

## أعلام
- هيرمان هريدارسون
- آزغير سيغرفينسون
- آرني يونسن
- هيمير هولغريمسون